# Pelinor
Pelinor foi um rei (mencey) guanche que reinou na menceyato de Adeje em Tenerife (Ilhas Canárias).
Durante a conquista das Canárias, Pelinor como menceyes de Abona e Güímar entre outros, de paz negociado em 1490 com Pedro de Vera, o governador de Gran Canaria, com a ratificação de Alonso Fernández de Lugo no começo da conquista em 1494. Pelinor foi o único mencey que apoiava os espanhóis não foram levados para a Península Ibérica e apresentado aos Reis católicos.
Pelinor morreu por volta de 1505.